# Petar Živković
Petar Živković (in serbo Петар Живковић?; Negotin, 1º gennaio 1879 – Parigi, 3 febbraio 1947) è stato un politico e generale jugoslavo.
Fu uno dei sostenitori del processo di Salonicco nel quale fu condannato a morte Dragutin Dimitrijević nel 1917.

## Biografia
Frequentò l'Accademia militare di Belgrado. Nel 1903 fu tra i complici dell'assassinio del re Alessandro I di Serbia e della regina Draga. Partecipò alla guerre balcaniche e alla prima guerra mondiale, raggiungendo nel 1923 il grado di generale. 
Dal gennaio 1929 all'aprile 1932 fu per ben tre volte Capo del Governo e ministro dell'Interno. Fu poi ministro della Guerra e della Marina dall'ottobre 1934 al marzo 1936. All'inizio della seconda guerra mondiale fu nuovamente ministro della Guerra nel governo di Dušan Simović. Dopo l'invasione italo-tedesca della Jugoslavia riparò all'estero unitamente al Governo. Morì in esilio il 3 febbraio 1947.